# Geissorhiza erubescens
Geissorhiza erubescens är en irisväxtart som beskrevs av Peter Goldblatt. Geissorhiza erubescens ingår i släktet Geissorhiza och familjen irisväxter. Inga underarter finns listade i Catalogue of Life.